# Presidenti della Camera dei rappresentanti (Malta)
Il presidente della Camera dei rappresentanti di Malta (in inglese speaker) è il rappresentante dell'organo rappresentativo ed elettivo ed è responsabile di gestire i lavori del Parlamento, moderando i dibattiti. Il presidente ha inoltre il compito di far rispettare il regolamento parlamentare e di assicurare le prerogative della maggioranza e dell'opposizione, può essere sia un parlamentare o anche una persona non eletta in Parlamento.
La Costituzione maltese prevede che egli debba godere degli stessi requisiti (ad esempio in termini di età minima) di un deputato.

## Lista dei presidenti della Camera dei rappresentanti maltese
A Malta la carica di presidente è stata creata nel 1921 ma rimase vacante in due periodi: tra il 1933 ed il 1947 e poi ancora dal 1958 al 1962.
| Presidente                                     | Presidente | Presidente              | Mandato        | Mandato        | Partito politico        |
| #                                              | Ritratto   | Nome                    | Inizio mandato | Fine mandato   | Partito politico        |
| ---------------------------------------------- | ---------- | ----------------------- | -------------- | -------------- | ----------------------- |
| 1                                              |            | Edgar Arrigo            | ottobre 1921   | luglio 1923    | Unione Politica Maltese |
| 2                                              |            | Salvatore Borg Olivier  | luglio 1923    | giugno 1927    | Partito Nazionalista    |
| 3                                              |            | Robert Hamilton         | giugno 1927    | luglio 1929    | Partito Costituzionale  |
| 4                                              |            | Anthony Montanaro Gauci | agosto 1929    | aprile 1930    | Partito Costituzionale  |
| 5                                              |            | Giuseppe Degiorgio      | ottobre 1932   | novembre 1933  | Partito Nazionalista    |
| Carica abolita (novembre 1933 - novembre 1947) |            |                         |                |                |                         |
| 6                                              |            | Guze' Cassar            | novembre 1947  | aprile 1948    | Partito Laburista       |
| 7                                              |            | Peter Paul Debono       | aprile 1948    | giugno 1950    | Partito Laburista       |
| 8                                              |            | Tommaso Caruana Demajo  | ottobre 1950   | ottobre 1952   | Partito Nazionalista    |
| 9                                              |            | Anthony Pullicino       | ottobre 1952   | gennaio 1953   | Partito Nazionalista    |
| 10                                             |            | Joseph Cassar Galea     | gennaio 1953   | marzo 1953     | Partito Nazionalista    |
| 11                                             |            | Edwin Busuttil          | marzo 1953     | ottobre        | Partito Costituzionale  |
| 12                                             |            | Joseph M Camilleri      | dicembre 1953  | dicembre 1954  | Partito Nazionalista    |
| 13                                             |            | Joseph Flores           | marzo 1955     | dicembre 1955  | Partito Laburista       |
| 14                                             |            | Nestu Laiviera          | dicembre 1955  | aprile 1958    | Partito Laburista       |
| Carica abolita (aprile 1958 - aprile 1962)     |            |                         |                |                |                         |
| 15                                             |            | Paolo Pace              | aprile 1962    | febbraio 1966  | Partito Nazionalista    |
| 16                                             |            | Alfred Bonnici          | aprile 1966    | giugno 1971    | Partito Nazionalista    |
| 17                                             |            | Emmanuel Attard Bezzina | giugno 1971    | settembre 1976 | Partito Laburista       |
| 18                                             |            | Nestu Laiviera          | settembre 1976 | gennaio 1978   | Partito Laburista       |
| 19                                             |            | Kalċidon Agius          | gennaio 1978   | febbraio 1982  | Partito Laburista       |
| 20                                             |            | Daniel Micallef         | febbraio 1982  | luglio 1986    | Partito Laburista       |
| 21                                             |            | Paul Xuereb             | luglio 1986    | febbraio 1987  | Partito Laburista       |
| 22                                             |            | Joseph M. Baldacchino   | febbraio 1987  | maggio 1987    | Partito Laburista       |
| 23                                             |            | Jimmy Farrugia          | maggio 1987    | ottobre 1988   | Partito Nazionalista    |
| 24                                             |            | Lawrence Gonzi          | ottobre 1988   | settembre 1996 | Partito Nazionalista    |
| 25                                             |            | Myriam Spiteri Debono   | settembre 1996 | agosto 1998    | Partito Laburista       |
| 26                                             |            | Anton Tabone            | ottobre 1998   | maggio 2008    | Partito Nazionalista    |
| 27                                             |            | Louis Galea             | maggio 2008    | aprile 2010    | Partito Nazionalista    |
| 28                                             |            | Michael Frendo          | aprile 2010    | aprile 2013    | Partito Nazionalista    |
| 29                                             |            | Angelo Farrugia         | aprile 2013    | in carica      | Partito Laburista       |